# Огульчанський Олексій Якович
Олексій Якович Огульча́нський (нар. 30 березня 1912, Луганськ — пом. 13 серпня 1996, Бердянськ) — український дитячий письменник, бердянський краєзнавець; член Спілки письменників України з 1967 року. Лауреат Запорізької обласної літературної премії імені Василя Лісняка за 1989 рік.

## Біографія
Народився 30 березня 1912 року на хуторі Огульчанському (нині у межах міста Луганська, Україна) в сім'ї тесляра. 1929 року закінчив Луганську трудову семирічну школу, згодом Бердянський педагогічний технікум.
Одночасно з навчанням, з січня 1930 року по листопад 1934 року пройшов шлях від молодого літературного працівника до відповідального секретаря у редакції бердянської газети «Більшовицька зірка». Із листопада 1934 року по вересень 1938 року служив в Червоній армії, де виконував обов'язки писаря та бібліотекаря. Після демобілізації повернувся до Бердянська, вчився на вечірньому відділенні учительського інституту, яке закінчив 1940 року. Паралельно з навчанням працював у газеті та протягом 1938—1940 років — науковим співробітником Бердянського краєзнавчого музею.
З жовтня 1940 року по вересень 1943 року жив у селі Миколаївці Бердянського району, перебував в окупації. Після відвоювання Запорізької області радянськими військами, з вересня 1943 року по жовтень 1944 року працював директором середньої школи в селі Осипенко; із жовтня 1944 року по січень 1950 року — старшим науковим співробітником Бердянського краєзнавчого музею; із січня 1950 року по вересень 1952 року — старшим лаборантом Осипенківського учительського інституту. Після роботи в інституті повернувся працювати в краєзнавчий музей на ту ж саму посаду, де перебував до лютого 1964 року. З лютого 1964 року по липень 1973 року очолював гурток юних туристів-краєзнавців при Бердянському будинку піонерів, після чого вийшов на пенсію. Помер у Бердянську 13 серпня 1996 року. Похований у Бердянську.

## Творчість
Дебютував у 1930-х роках краєзнавчими нарисами в журналі «Всесвіт», потім систематично виступав у періодиці. Автор творів:
- «Записки краєзнавця» (1955);
- «Юні слідопити» (1958);
- «Вітрів Кут» (1959),;
- «Пленники леванта» (1960);
- «Таємниця Сухої балки» (1961);
- «У нетрях Джубаю» (1964);
- «Острів сріблястих чайок» (1965);
- «Країна інкурів. Як ми шукали скарб» (1971);
- «Бухта солодкого коріння» (1973);
- «Як сплять дельфіни» (1979);
- «Скіфське джерело» (1982);
- «Знахідка на все життя» (1982);
- «Скарб Солоного лиману» (1986).

У співавторстві склав путівники «Северное Приазовье» (1976; 1982), «По морю Азовскому» (1977; 1983), «Заповедники Приазовья» (1978; усі — Дніпропетровськ). Написав кіносценарій до телефільму «Билиці Азовського моря» (1975, Запорізька телестудія).

## Вшанування

меморіальна дошка

У Бердянську у 2012 році на фасаді Музею історії міста Бердянська Олексію Огульчанському встановлено гранітну меморіальну дошку.